# 127 (عدد)
127 أو مائة وسبعة و عشرون هو عدد صحيح طبيعي موجب يلي 126 ويسبق 128.

## في الرياضيات
- 127 هو سابع عدد موتزكين
- 127 عدد اولي تشين
- 127 و 131 عددان اوليان ذا قرابة
- 127 عدد اولي كوبان لأنه يمكن أن يمثل بالصيغة {\displaystyle (x^{3}-y^{3})/x-y} حيث y = x+1
- 127 عدد ميرسين مزدوج
- 127 عدد أولي ثري
- 127 عدد اولي غوسيان
- 127 عدد اولي جيد
- 127 عدد اولي هيغ
- 127 عدد اولي معزول
- 127 عدد أولي محظوظ
- 127 عدد اولي راماروجان
- 127 عدد اولي منتظم
- 127 عدد اولي خارق
- 127 عدد مثمن ممركز
- 127 عدد لا يمكن كتابته في صيغة مجموع 3 مربعات كاملة
- 127 عدد تتكرر فيه رقم واحد في كتابته الثمانية 1111112

## في مجالات أخرى
- 127 هو القيمة التقريبية للوزن الذري لمادة الإيودين (iodine) بالوحدة المتفق عليها : 126.90447 u